# Nova Veneza (kommun i Brasilien, Santa Catarina)
Nova Veneza är en kommun i Brasilien.   Den ligger i delstaten Santa Catarina, i den södra delen av landet, 1 400 km söder om huvudstaden Brasília. Antalet invånare är 13 316.
Trakten runt Nova Veneza består till största delen av jordbruksmark. Runt Nova Veneza är det ganska tätbefolkat, med 104 invånare per kvadratkilometer.